# Schöbendorfer Busch
Schöbendorfer Busch este o arie protejată (arie specială de conservare — SAC, sit de importanță comunitară — SCI) din Germania întinsă pe o suprafață de 812,39 ha, integral pe uscat.

## Localizare
Centrul sitului Schöbendorfer Busch este situat la coordonatele 52°04′20″N 13°24′34″E / 52.0722°N 13.4094°E.

## Înființare
Situl Schöbendorfer Busch a fost declarat sit de importanță comunitară în februarie 1999 pentru a proteja 3 specii de animale. Situl a fost protejat și ca arie specială de conservare în iunie 1978.

## Biodiversitate
Situată în ecoregiunea continentală, aria protejată conține 3 habitate naturale: Liziere de ierburi înalte hidrofile de câmpie și de nivel montan până la alpin, Păduri de stejar sau de stejar și carpen sub-atlantice și medio-europene de Carpinion betuli, Păduri acidofile de stejar bătrân cu Quercus robur pe câmpii nisipoase.
La baza desemnării sitului se află mai multe specii protejate:
- mamifere (1): liliac cârn (Barbastella barbastellus)
- nevertebrate (2): croitorul mare al stejarului (Cerambyx cerdo), Osmoderma eremita

Pe lângă speciile protejate, pe teritoriul sitului au mai fost identificate 8 specii de plante.